# Swiss Women's Hockey League B
La Swiss Women's Hockey League B (fino al 2014: Lega Nazionale B) è la divisione cadetta del campionato svizzero femminile di hockey su ghiaccio.

## Storia

### Denominazioni
- dal 1988: Lega Nazionale B

## Partecipanti al campionato 2014-2015
| Squadra                            | Città               | Stadio                      | Capacità |
| ---------------------------------- | ------------------- | --------------------------- | -------- |
| Bassersdorf Ladies                 | Bassersdorf         | Kolping Arena               | 7.561    |
| Chiasso Leonesse                   | Chiasso             | Stadio del Ghiaccio Chiasso | ?        |
| HC Fribourg-Gottéron Ladies        | Friborgo            | BCF-Arena 1                 | ?        |
| Laufen Damen                       | Laufen              | Eishalle Laufen             | 2.500    |
| Brandis-Juniors                    | Lützelflüh-Goldbach | Sporthalle Brünnli          | ?        |
| Hockey su ghiaccio Fribourg Ladies | Friborgo            | BCF-Arena                   | ?        |
| Laufen Damen                       | Laufen              | ?                           | ?        |
| Prilly Black Panthers Féminin      | Prilly              | ?                           | ?        |
| GCK Lions Frauen                   | Zurigo              | KEB Küsnacht                | ?        |